# 傅繩勛
傅繩勛（1793年—1865年），字接武，號秋坪，山東聊城人，清朝政治人物，進士出身。

## 生平
嘉慶十九年（1814年）登甲戌科進士。選翰林院庶吉士，散館改工部主事。道光二年（1822年）八月入直軍機處，任漢軍機章京。道光四年（1824年）任工部主事，歷升員外郎、郎中。道光十一年（1831年）出任廣東瓊州府（今海南）知府，道光十五年（1835年）改知四川夔州府。歷升陝西潼商道、浙江、廣東鹽運使、陝西按察使，道光二十四年（1844年）任雲南布政使，次年改廣東，次年又改江寧布政使。道光二十八年（1848年）升浙江巡撫，同年改江西巡撫。官至江蘇巡撫。咸豐元年（1851年）因病開缺回籍。太平軍北伐時，逼近山東，傅繩勛曾奉旨辦理團練。

## 外部連結
- 傅繩勛 （页面存档备份，存于） 中研院史語所資料連結
- 傅繩勛[永久] 聊城新聞網